# Iris tenuifolia
Iris tenuifolia es un iris sin barba en el género Iris, en el subgénero Limniris y en la serie Tenuifoliae de la especie. Es una planta herbácea rizomatosa perenne, de una amplia región sobre Asia central, incluido Afganistán, Pakistán (las antiguas repúblicas de la Unión Soviética); Kazajistán, Uzbekistán, Mongolia y en China. Tiene largas hojas de color verde grisáceo, tallo corto y violeta pálido, lila, azul pálido o flores moradas.

## Descripción

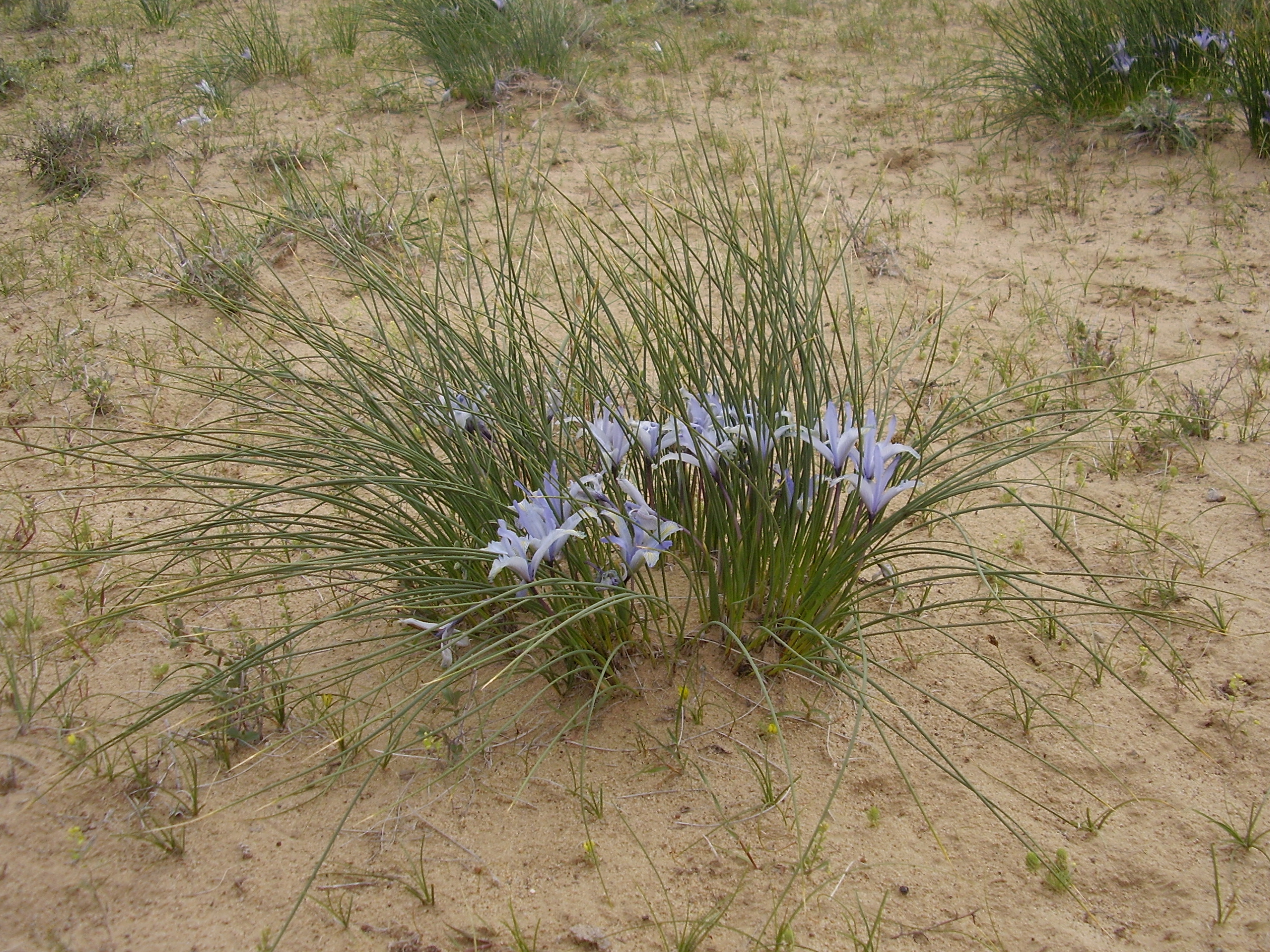

Iris tenuifolia es muy similar en forma al mediterráneo Iris unguicularis. Como ambos tienen tallos muy pequeños y las cápsulas de semillas a menudo están escondidas dentro de las hojas de la planta.
Tiene unos rizoma de color marrón oscuro, delgados, cortos, nudosos, resistentes, parecidos a la madera. Por debajo, tiene una red de raíces fibrosas. En la parte superior del rizoma, en la base de las hojas, se encuentran los restos fibrosos de color marrón o marrón rojizo de las hojas de temporadas anteriores. Que actúan como vainas, para las nuevas hojas. Las fundas pueden tener una longitud de hasta 6–20 cm.
Puede ser una sola planta o puede crecer en grupos densos de plantas.
Tiene hojas de color verde grisáceo, lineales y retorcidas, que pueden crecer entre 20–60 cm de largo y 1,5–2 mm de ancho. No tienen venas medias, sino paralelas, y son acuminadas (terminan en un punto). Siguen creciendo después de la floración y pueden terminar como una masa de hojas retorcidas.
Las hojas son más largas que los tallos florales.
Tiene un tallo o escapo de floración muy corto, de 10–30 cm de largo. Aunque, a veces los tallos no emergen por encima del suelo.
Tiene 2 a 4, puntiagudas (acuminadas), membranosas, verdes, entre 5–10 cm (2–4 in) de largo y 8–10 mm de ancho, espatas (hojas de la yema floral).
Los tallos contienen normalmente 1–3, flores terminales (parte superior del tallo), que florecen en primavera, entre abril y mayo,  o hasta fines de junio (en Rusia).
Las flores perfumadas, tienen un diámetro de 4–7 cm, y vienen en tonos violeta pálido, lila, azul pálido, o púrpura. Tiene 2 pares de pétalos, 3 sépalos grandes (pétalos exteriores), conocidos como "caídas" y 3 pétalos internos más pequeños (o tépalos, conocidos como "estándares". Las caídas son espatuladas (en forma de cuchara) o obovado-lanceoladas, 4.5–6 cm de largo y 1.5 cm de ancho. Tienen una cresta o vena media amarilla central delgada., venas oscuras (en un color pálido) y una banda de papilosa (o pelos pequeños). Los estándares más estrechos, oblanceolados, erectos son de 5 cm de largo y 5–9 mm amplio.
Tiene un tubo largo y delgado con forma de hilo, perianto, 4.5–8 cm de largo.
Tiene 3 ramas de un solo color, estilo, 4 cm  de largo y 4–5 mm de ancho. Se atenúan (se estrechan ligeramente) y en las puntas, están dentadas.
Tiene un pedúnculo delgado de 3–4 mm de largo, estambres de 3 cm  y un ovario cilíndrico de 7–12 cm de largo y 2 mm de ancho.
Después de que el iris haya florecido, entre finales de julio y principios de agosto (en Rusia), o entre agosto y septiembre (en China). Produce una cápsula de semilla ovoide o subglobosa, de 3.2–4.5 cm de largo y 1.2–1.8 cm de ancho. Tiene un apéndice corto en forma de pico en la parte superior.
Las semillas son ovaladas (o de cornetes, como una parte superior), arrugadas y de color marrón.
A menudo, la cápsula de la semilla está oculta por las hojas largas.

### Bioquímica
En febrero de 1997, se publicó un estudio en el que 6 flavanonas nuevas, aisladas de los rizomas de Iris tenuifolia, utilizando espectrometría de masas de alta resolución.
En 2005, se observó que los rizomas de Iris tenuifolia son la fuente del mayor número de nuevas flavanonas sustituidas en 2-'O en una sola especie.
Entre 2007 y 2011, se llevó a cabo un estudio sobre los componentes químicos y las actividades farmacológicas de Iris tenuifolia e Iris halophila. Utilizando técnicas cromatográficas y espectroscópicas. Los iris se han utilizado en varios remedios tradicionales a base de hierbas, como la medicina tradicional mongol y la hierba Uighur.
En 2008, varios compuestos químicos fueron extraídos de Iris tenuifolia. Estos incluyen; 'izalpinina', 'alpinona', 'arborinona', 'irilina B', 'irisona A', 'irisona B', 'betavulgarina', 'beta-sitosterol' '5,7-dihidroxi-2', '6-dimetoxi -isoflavona ', 2', 5-dihidroxi-6,7-metilendioxi flavanona, 'irisoide A' y 'etil-beta-d-glucopiranosido'. También se encontraron 2 nuevos compuestos, tenuifodiona y tenuifona. Todo encontrado utilizando métodos espectroscópicos.
En 2011, se extrajeron 2 flavanos y una flavanona de los rizomas de  Iris tenuifolia  y luego se probaron contra células madre
En 2012, se realizó un estudio genético en Iris laevigata y varias de sus especies de iris estrechamente relacionadas, entre ellas Iris ensata, Iris setosa, Iris halophila, Iris scariosa, Iris potaninii, Iris tenuifolia, Iris bloudowii e Iris sanguinea.
En 2014, se estudiaron las características de la plasticidad fenotípica y la adaptación ecológica de Iris tenuifolia de varios hábitats en Xinjiang, China.
Como la mayoría de los iris son diploides, tienen dos juegos de cromosomas. Esto se puede usar para identificar híbridos y clasificación de agrupaciones. Tiene un recuento de cromosomas: 2n = 14.

## Taxonomía
Está escrito como 细叶 鸢 尾 en escritura china y se conoce como xi ye yuan wei en chino pinyin.
El epíteto específico para latín tenuifolia proviene de la unión de dos palabras en latín, tenuis, que significa 'fino o delgado' y folia significa hoja.
Tiene los nombres comunes de Iris Egeria. Nota; 'Egeria' significa búfalos de agua o vacas que tiran (en China). Otro nombre común es iris de hojas estrechas, iris de hojas finas, iris de hojas delgadas o Iris hojas de seda.
Fue publicado y descrito por Peter Simon Pallas en Reise Russ. Reich. Vol.3 en la página 714 en 1776.
Se introdujo en Rusia en 1812 y se observó que crecía en el jardín delantero del Sr. A. Razumovsky, cerca de Moscú.
Más tarde se publicó con una ilustración en The Gardeners' Chronicle 3rd. Serie Vol.59 en la página 196 el 8 de abril de 1916.
Fue verificado por el Servicio de Investigación Agrícola del Departamento de Agricultura de los Estados Unidos el 2 de octubre de 2014, y, a partir de enero de 2015, está listado como un nombre aceptado provisionalmente por el RHS.

## Distribución y hábitat

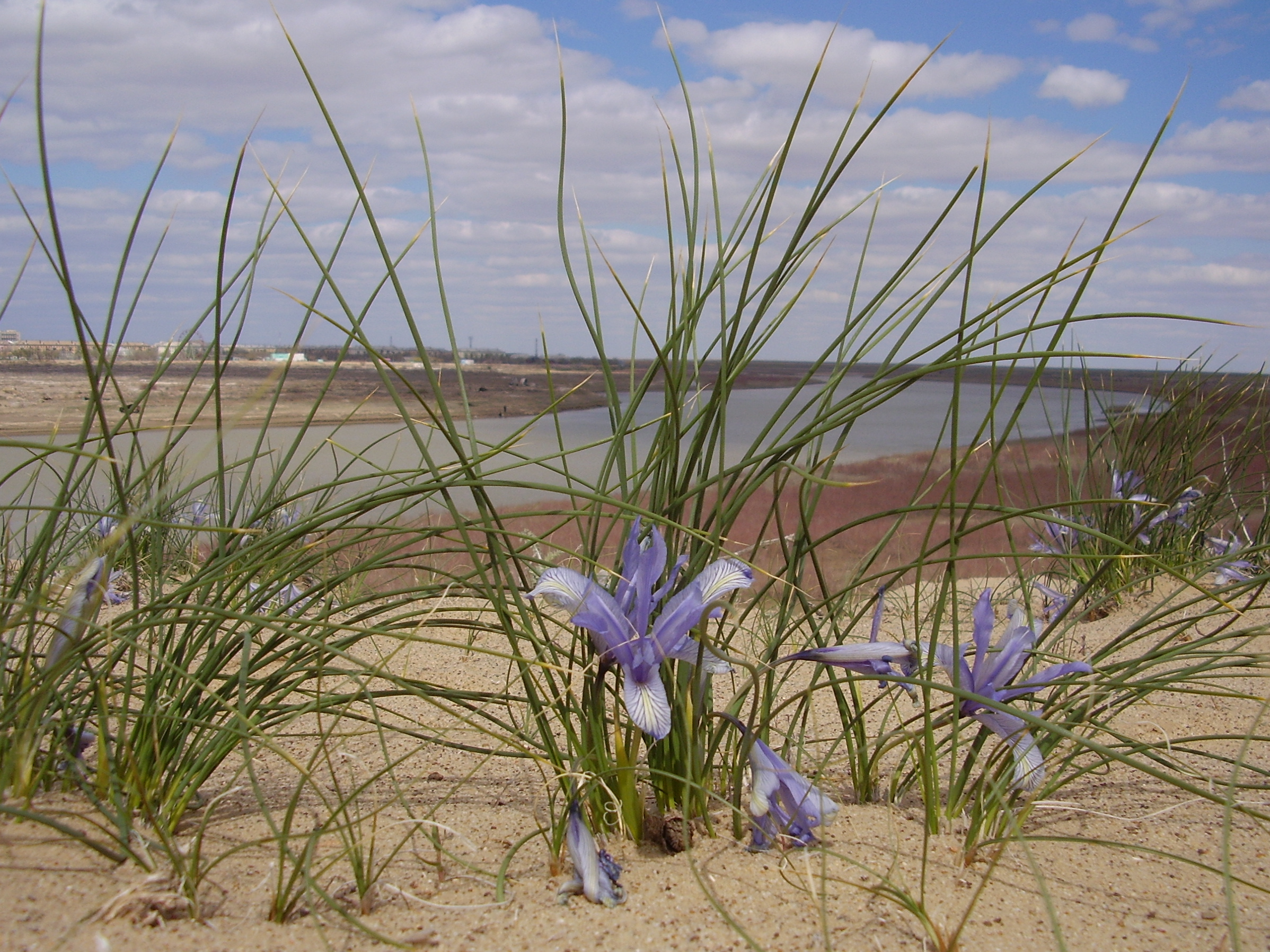
Iris tenuifolia en la margen izquierda del rio Syr-Darya en Kazajistán

Iris tenuifolia es originaria de una amplia región, de varias áreas templadas de Asia Central. Que se extiende desde el Volga a través de Turkestan en Mongolia y China.

### Rango
Se encuentra en los países de Asia occidental de Afganistán y Pakistán.
También en los países de Asia central (ex repúblicas de la Unión Soviética); Kazajistán, Uzbekistán y Mongolia. También se encuentra en regiones de Rusia, incluyendo Agin-Buryat Okrug, Bashkortostan, Cheliábinsk, Chita y Siberia. Se incluye en la lista con Iris bloudowii, Iris humilis, Iris ruthenica, Iris sibirica e Iris tigridia, que se encuentran en la región de Altái-Sayan (donde Rusia, China, Mongolia y Kazajistán se unen).
Se encuentra en el centro de China, en las provincias de Gansu, Hebei, Heilongjiang, Jilin, Liaoning, Nei Mongol, Ningxia, Qinghai (Shandong), Shanxi, Xinjiang y Xizang.
Una referencia menciona a Turquía, otra referencia menciona a Irán. Como la mayoría de los otros no mencionan estos países, no se consideran válidos.

### Hábitat
Se cultiva en zonas semidesérticas, desérticas o montañosas suaves.
En las estepas arenosas, en las dunas, junto a los pastizales arenosos o en las orillas de los ríos, en las regiones costeras arenosas, en las laderas desérticas y en las grietas de las rocas.
También se cultiva a altitudes de 1000 a 4200 m sobre el nivel del mar.
En el noreste de China, se encuentra creciendo en suelos pobres en planicies abiertas sin árboles.

## Conservación
En 2003, fue catalogada como una especie vascular endémica de la región de estepa templada de Mongolia Interior, China, junto con Stipa grandis, Artemisia frigida, Festuca ovina, Thymus serpyllum, Caragana microphylla, Koeleria cristata y otras.
Se incluye en el 'Libro de datos rojo' de la UICN de Chita Oblast de 2002, listado como 'raro'. Ahora está protegido en las reservas de Dauria y Khopyor.

## Cultivo
Iris tenuifolia es rara en cultivo en el Reino Unido. Es rara en el cultivo en los Estados Unidos también.
Son más cultivadas por coleccionistas especializados o con fines científicos y de investigación.
Algunas veces se usaba como planta anual y solo se plantaba durante el verano (en el Reino Unido, en 1800).
Es resistente, si se encuentra en un clima continental del norte. Similar a Nebraska, Dakota del Norte o Dakota del Sur. Es resistente en partes de Rusia. Se ha cultivado en Moscú, San Petersburgo y Chita.
Prefiere los suelos francos arenosos o arenosos, similares al hábitat del desierto. Prefiere los suelos alcalinos.
Prefieren posiciones a pleno sol.
Debe mantenerse seco durante el invierno, lo que requiere la protección de los marcos de los bulbos (en el Reino Unido). Solo necesita agua durante el periodo de crecimiento. La planta pierde su follaje durante el invierno, ya que es eliminada por las fuerzas del viento, la nieve y otras condiciones climáticas adversas. Luego vuelve a crecer las hojas, en abril y mayo.
Tiene una alta tolerancia a la sequía y al calor (condiciones desérticas).

## Propagación
La semilla de Iris tenuifolia rara vez es utilizada por los horticultores occidentales, ya que las plantas rara vez florecen. William Rickatson Dykes señala que no tuvo un crecimiento satisfactorio y nunca floreció.

En otras regiones de floración, la semilla puede ser cosechada en otoño, lavada, fresca o seca.

### Híbridos y Cultivares
Debido a su alta resistencia a la sequía y al calor, podría ser útil para fines de reproducción.

## Usos
En 2001, se llevó a cabo un estudio para controlar los efectos del iris, y se llevó a cabo un remedio herbal para la protección de los riñones.
El género Iris se ha utilizado como medicina popular tradicional, que se usa para tratar una variedad de enfermedades, como el cáncer, la inflamación, las infecciones bacterianas y virales. Se encontró que los compuestos aislados de Iris germanica tienen efectos antitumorales, antioxidantes, antipalúdicos y antituberculosos y otros efectos positivos.
Las raíces, semillas y flores del iris, se utilizan como ingredientes en las hierbas medicinales. Se han utilizado como tocólisis (también llamados medicamentos contra la contracción o para el trabajo de parto) y para tratar la metrorragia fetal.
El 24 de diciembre de 2009 se otorgó una patente para la extracción de Iris tenuifolia. Debido a sus compuestos químicos que se utilizan en el tratamiento de la enfermedad de Alzheimer.

## Recursos
- Czerepanov, S. K. 1995. Vascular plants of Russia and adjacent states (the former USSR).
- Khassanov, F. O. & N. Rakhimova. 2012. Taxonomic revision of the genus Iris L. (Iridaceae Juss.) for the flora of Central Asia. Stapfia 97:175.
- Komarov, V. L. et al., eds. 1934–1964. Flora SSSR.
- Mathew, B. 1981. The Iris. 123–124.
- Tutin, T. G. et al., eds. 1964–1980. Flora europaea.
- Waddick, J. W. & Zhao Yu-tang. 1992. Iris of China.
- Wu Zheng-yi & P. H. Raven et al., eds. 1994–. Flora of China (English edition).